# Покрајина Уеска
Покрајина Уеска се налази у источном делу Шпаније у покрајини Арагон, са истоименим главним градом. Ова покрајина се налази непосредно уз границу са Француском, док се у Шпанији граничи са покрајинама Сарагоса, Навара и Љеида.

## Географија
Цела покрајина је углавном смештена у планинском региону. Због тога је велика разуђеност становништва где готово четвртина живи у главном граду.
Највисочија планина Пиринеја, Ането налазе се у овој покрајини. Око врха налази се национални парк Ордеса и планина Мардидо пребогат разноликом флором и фауном.

## Административна подела
Покрајина је подељена на 10 comarca, односно под области налик округу, у којима има 220 општина.